# بين بروس بلاكني
بين بروس بلاكني (بالإنجليزية: Ben Bruce Blakeney)‏ هو محامي أمريكي، ولد في 30 يوليو 1908، وتوفي في 4 مارس 1963.